# José Luis Tancredi
José Luis Tancredi Malatez (Montevideo, Uruguai, 14 de fevereiro de 1983) é um futebolista uruguaio. Joga como volante ofensivo e sua equipe actual é Millonarios, na primeira divisão do campeonato colombiano.
Em 19 de novembro de 2011 foi gravemente lesionado, tendo a tíbia e o perônio fraturados pelo jogador Andrés Cadavid (do América de Cáli) em uma falta grave que foi considerada antidesportiva, e embora propositalmente não houvesse replay detalhado na maioria das transmissões nacionais ao vivo, é possível ver nas imagens que sua perna ficou visivelmente torta (com o perônio da perna partido), fazendo desse incidente uma repercussão internacional. O zagueiro Andrés Cadavid foi suspenso por oito rodadas.

## Clubes
| Clube            | País     | Ano             |
| ---------------- | -------- | --------------- |
| Bella Vista      | Uruguai  | 2004 - 2008     |
| Cúcuta Deportivo | Colômbia | 2009            |
| Bella Vista      | Uruguai  | 2009            |
| U.T.E. de Quito  | Equador  | 2010            |
| Deportes Quindío | Colômbia | 2010            |
| Millonarios      | Colômbia | 2011 - Presente |